# Сан-Исидро (муниципалитет)
Муниципалитет Сан-Исидро  (исп. Partido de San Isidro) — муниципалитет в Аргентине в составе провинции Буэнос-Айрес.
Территория — 48 км². Население — 292878 человек. Плотность населения — 6102,08 чел./км².
Административный центр — Сан-Исидро.

## География
Департамент расположен на северо-востоке провинции Буэнос-Айрес.
Департамент граничит:
- на севере — с муниципалитетом Сан-Фернандо
- на востоке — с Атлантическим океаном
- на юге — с муниципалитетом Висенте-Лопес
- на юго-западе — с муниципалитетом Хенераль-Сан-Мартин
- на западе — с муниципалитетом Тигре

## Важнейшие населенные пункты[3]
| № | Населённый пункт | Населённый пункт (исп.) | Категория   | Население чел. (2010) | На карте                        |
| - | ---------------- | ----------------------- | ----------- | --------------------- | ------------------------------- |
| 1 | Сан-Исидро       | San Isidro              | агломерация | 292878                | 34°28′26″ ю. ш. 58°31′36″ з. д. |

#### Агломерация
- входит в агломерацию Большой Буэнос-Айрес

| № | Населённый пункт | Населённый пункт (исп.) | Категория | Население чел. (2010) | На карте                        |
| - | ---------------- | ----------------------- | --------- | --------------------- | ------------------------------- |
| 1 | Булонь-Сур-Мер   | Boulogne Sur Mer        | город     | 73496                 | 34°29′56″ ю. ш. 58°34′31″ з. д. |
| 2 | Мартинес         | Martínez                | город     | 65859                 | 34°29′38″ ю. ш. 58°30′38″ з. д. |
| 3 | Беккар           | Beccar                  | город     | 58811                 | 34°27′49″ ю. ш. 58°32′04″ з. д. |
| 4 | Сан-Исидро       | San Isidro              | город     | 45190                 | 34°28′26″ ю. ш. 58°31′36″ з. д. |
| 5 | Вилья-Аделина    | Villa Adelina           | город     | 35307                 | 34°31′08″ ю. ш. 58°32′55″ з. д. |
| 6 | Акасусо          | Acassuso                | город     | 12842                 | 34°28′35″ ю. ш. 58°30′16″ з. д. |